# Jiang Jiayi
Jiang Jiayi (en chino: 姜嘉怡; 20 de marzo de 2001) es una deportista china que compite en curling.
Ganó una medalla de bronce en el Campeonato Mundial de Curling Femenino de 2025 y una medalla de bronce en el Campeonato Pan Continental de Curling Femenino de 2024.

## Palmarés internacional
| Campeonato Mundial         | Campeonato Mundial        | Campeonato Mundial | Campeonato Mundial |
| Año                        | Lugar                     | Medalla            | Prueba             |
| -------------------------- | ------------------------- | ------------------ | ------------------ |
| 2025                       | Uijeongbu (Corea del Sur) | Medalla de bronce  | Equipo             |
| Campeonato Pan Continental |                           |                    |                    |
| Año                        | Lugar                     | Medalla            | Prueba             |
| 2024                       | Lacombe (Canadá)          | Medalla de bronce  | Equipo             |